# Laguncularia racemosa
Espèce
Classification phylogénétique
Statut de conservation UICN

 LC  : Préoccupation mineure
Laguncularia racemosa, le Palétuvier blanc, est une espèce de plantes à fleurs du genre Laguncularia et de la famille des Combretaceae. C'est un palétuvier, un arbre des mangroves, trouvé sur les côtes de l'Afrique de l'Ouest ainsi que sur les côtes atlantiques et pacifiques des Amériques.

## Dénominations

### Étymologie
Laguncularia vient du latin laguncula, diminutif de laguna « bouteille » ; l'épithète spécifique racemosa vient du latin racemosus, dérivé de racemus, « grappe, raisin ».

### Nom vernaculaires
Parmi les noms vernaculaires de la plante, citons : mangle blanco, mangla bobo, manglier blanc ou palétuvier blanc, pataban, white mangrove.

## Description
Arbre d'une dizaine de mètres, au feuillage vert lumineux, feuilles succulentes, arrondies ; avec des fleurs, en épis blancs qui donnent de fruits côtelés-ailés qui flottent sur l'eau.

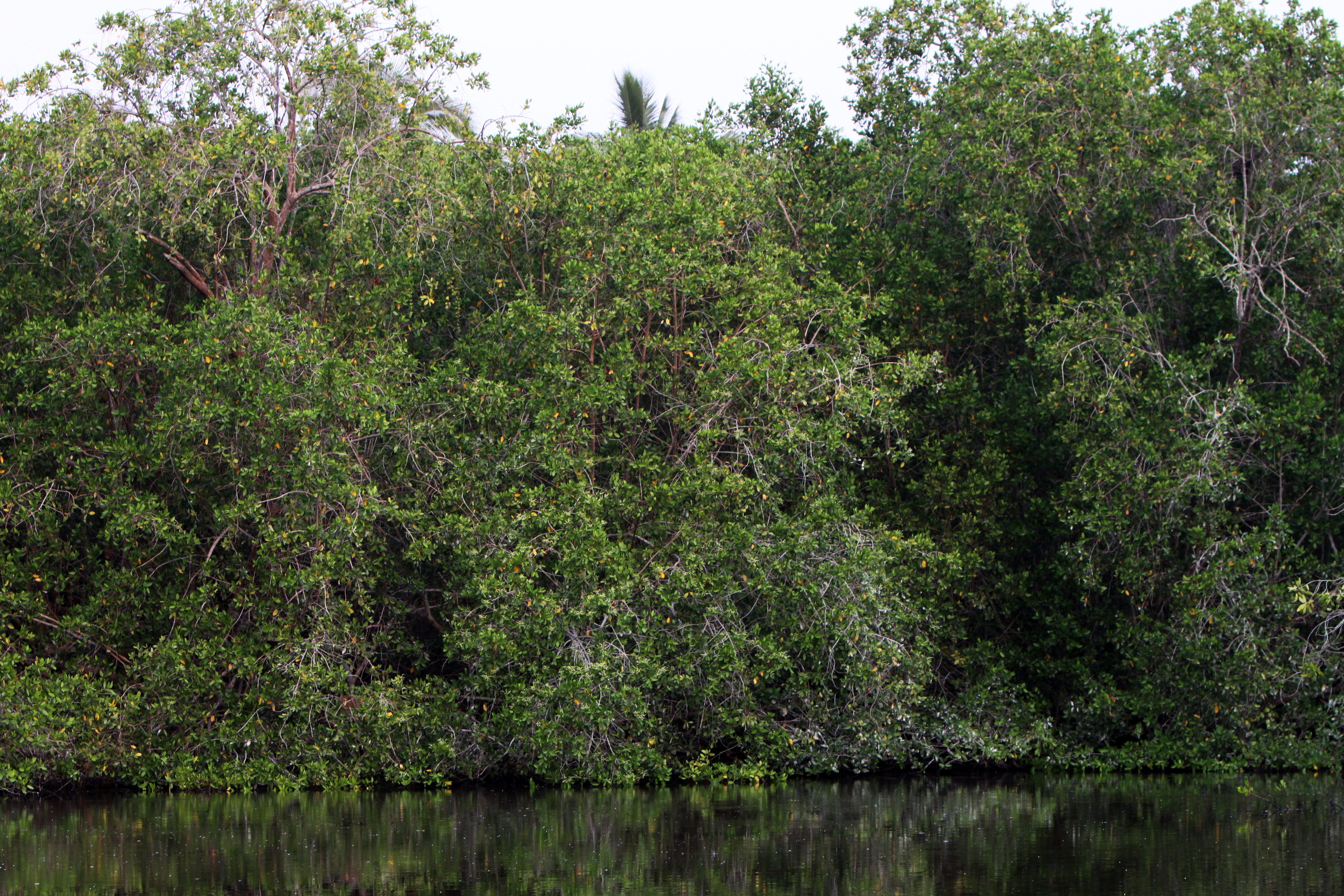
Palétuviers blancs (Laguncularia racemosa) dans la mangrove mexicaine.

## Répartition
On trouve le palétuvier blanc (Laguncularia racemosa) sur la côte ouest de l'Afrique, du Sénégal au Cameroun.
On le rencontre aussi le long de la côte Atlantique de l'Amérique de la Floride au sud du Brésil et sur la côte du Pacifique du Mexique au Pérou.

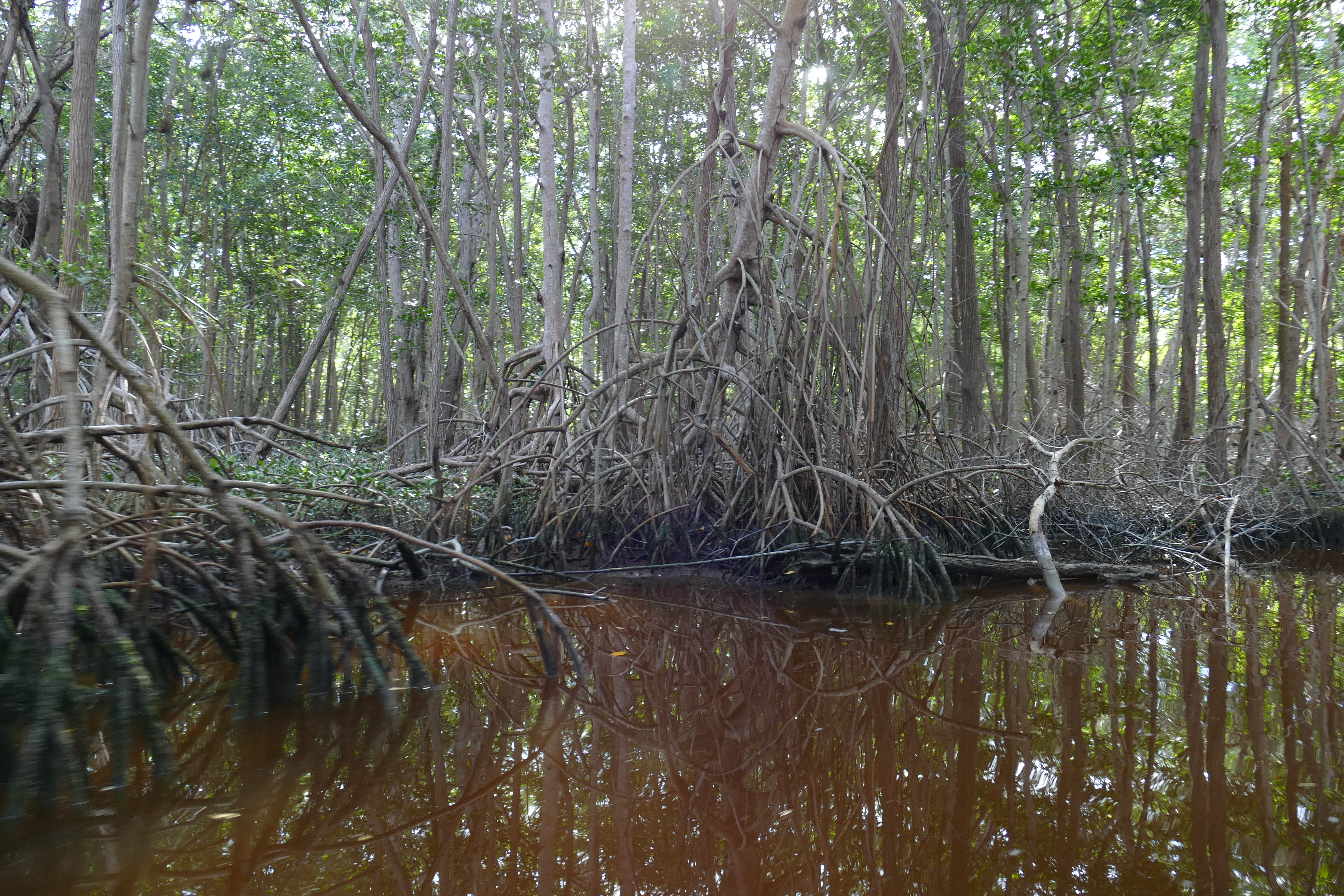
Laguncularia racemosa, réserve de biosphère de Celestún, dans le Yucatán, au Mexique.